# Né
Der Né ist ein Fluss in Frankreich, der in der Region Nouvelle-Aquitaine verläuft. Er entspringt im Gemeindegebiet von Bécheresse, entwässert generell in nordwestlicher Richtung und mündet nach rund 66 Kilometern bei Salignac-sur-Charente als linker Nebenfluss in die Charente. Der Mündungsabschnitt ist kanalisiert (Canal du Né), sodass früher die Schiffe von der Charente bis in die Gegend von Ars und Gimeux hochfahren konnten.
Auf seinem Weg durchquert der Né die Départements Charente und Charente-Maritime.

## Orte am Fluss
- Blanzac-Porcheresse
- Péreuil
- Lagarde-sur-le-Né
- Saint-Martial-sur-Né
- Lachaise
- Saint-Palais-du-Né
- Saint-Fort-sur-le-Né
- Celles
- Gimeux